# Ядринський район
Я́дринський район (рос. Ядринский район, чув. Етĕрне районĕ) — муніципальний район на північному заході Чуваської Республіки. Адміністративний центр — місто Ядрин. Утворений 27 вересня 1927 року.

## Географія
Район розташований на північному заході республіки. Його площа становить 897,5 км². Межує з іншими районами Чувашії — Моргауським на сході, Красночетайським на півдні, Аліковським на південному сході, на заході межує із Нижньогородською областю. По річці Сура, правій притоці Волги, відбувся підйом води при створенні Чебоксарського водосховища.

## Населення
Населення району становить 24672 особи (2019, 29965 у 2010, 34456 у 2002).

## Адміністративний поділ
Район адміністративно поділяється на 18 сільських поселень, які об'єднують 1 місто та 125 сільських населених пунктів:
| Поселення                             | Площа, км² | Населення, осіб (2002) | Населення, осіб (2010) | Населення, осіб (2019) | Центр           | Населені пункти |
| ------------------------------------- | ---------- | ---------------------- | ---------------------- | ---------------------- | --------------- | --------------- |
| Ядринське міське поселення            | 54,71      | 10573                  | 9614                   | 8252                   | Ядрин           | 1               |
| Великосундирське сільське поселення   | 71,29      | 1296                   | 1302                   | 815                    | Великий Сундир  | 11              |
| Великочурашевське сільське поселення  | 46,44      | 1722                   | 1388                   | 1069                   | Велике Чурашево | 6               |
| Великошемердянське сільське поселення | 54,45      | 1863                   | 1453                   | 1257                   | Верхні Ачаки    | 7               |
| Іваньковський сільське поселення      | 71,28      | 1133                   | 950                    | 849                    | Совхозний       | 8               |
| Кільдішевське сільське поселення      | 32,06      | 942                    | 1036                   | 834                    | Кільдішево      | 4               |
| Кукшумське сільське поселення         | 39,96      | 1381                   | 1160                   | 951                    | Кукшуми         | 8               |
| Малокарачкінське сільське поселення   | 71,29      | 1288                   | 1013                   | 722                    | Мале Карачкіно  | 9               |
| Мочарське сільське поселення          | 50,69      | 1053                   | 928                    | 730                    | Нижні Мочари    | 6               |
| Ніколаєвське сільське поселення       | 32,05      | 1531                   | 1324                   | 1062                   | Ніколаєвське    | 7               |
| Персірланське сільське поселення      | 59,62      | 2152                   | 1961                   | 1715                   | Персірлани      | 9               |
| Совєтське сільське поселення          | 25,53      | 1253                   | 1013                   | 831                    | Совєтське       | 7               |
| Старотіньгеське сільське поселення    | 34,58      | 1157                   | 962                    | 769                    | Старі Тіньгеші  | 10              |
| Стрілецьке сільське поселення         | 43,03      | 992                    | 1001                   | 877                    | Стрілецька      | 2               |
| Хочашевське сільське поселення        | 31,90      | 1477                   | 1234                   | 965                    | Хочашево        | 7               |
| Чебаковське сільське поселення        | 54,55      | 1328                   | 1141                   | 898                    | Чебаково        | 4               |
| Ювановське сільське поселення         | 50,10      | 1557                   | 1347                   | 995                    | Юваново         | 8               |
| Ядринське сільське поселення          | 77,68      | 1758                   | 1408                   | 1081                   | Ядрино          | 12              |

## Найбільші населені пункти
Населені пункти з чисельністю населення понад 1000 осіб:
| № | Населений пункт | Населення, осіб (2002) | Населення, осіб (2010) |
| - | --------------- | ---------------------- | ---------------------- |
| 1 | Ядрин           | 10 573                 | 9 614                  |

## Економіка
Район є сільськогосподарським, тут вирощують зернові та картоплю, розводять велику рогату худобу та коней. Промисловість представлена підприємствами харчової, деревообробної галузей та виробництвом будівельних матеріалів.